# 韋伯斯特鎮區 (密歇根州)
韋伯斯特鎮區（英語：Webster Township）是位於美國密歇根州沃什特瑙縣的一個行政鎮區。

## 地方資料
韋伯斯特鎮區的面積為92.95平方千米，當中陸地面積為90.88平方千米，而水域面積為2.07平方千米。根據2020年美國人口普查的數據，當地共有人口6575人，而人口密度為每平方千米70.74人。